# براين غلين
براين غلين (بالإنجليزية: Brian Glynn)‏ (و. 1967  م) هو لاعب هوكي الجليد كندي، ولد في إزرلون.

## جوائز
حصل على جوائز منها:
- جائزة الحاكم [الإنجليزية]‏.

## روابط خارجية
- براين غلين على موقع دوري الهوكي الوطني (الإنجليزية)
- براين غلين على موقع EliteProspects.com (الإنجليزية)
- براين غلين على موقع HockeyDB.com (الإنجليزية)
- براين غلين على موقع Hockey-Reference.com (الإنجليزية)